# Terri Tatchell
Pour les articles homonymes, voir Tatchell.
Terri Tatchell est une scénariste canadienne, née le 1er janvier 1978. Elle est l'épouse de Neill Blomkamp.

## Filmographie

### Cinéma
Scénariste
- 2009 : District 9
- 2015 : Chappie

## Distinctions
Récompenses
- Science Fiction and Fantasy Writers of America :
  - Prix Ray-Bradbury 2010  (District 9)

Nominations
- Oscar du cinéma : 
  - Oscar du meilleur scénario adapté 2010 (District 9)
- Saturn Award :
  - Saturn Award du meilleur scénario 2010 (District 9)
- British Academy Film Awards :
  - British Academy Film Award du meilleur scénario adapté 2010 (District 9)
- Critics' Choice Movie Awards :
  - Critics' Choice Movie Award du meilleur scénario adapté 2010 (District 9)
- Golden Globes :
  - Golden Globe du meilleur scénario 2010 (District 9)
- Prix Hugo :
  - Prix Hugo du meilleur film 2010 (District 9)
- Online Film Critics Society :
  - Meilleur scénario adapté 2010 (District 9)
- Satellite Awards :
  - Satellite Award du meilleur scénario adapté 2009 (District 9)
- USC Scripter Award (en) :
  - USC Scripter Award 2010 (District 9)